# 17902 Britbaker
17902 Britbaker este un asteroid din centura principală de asteroizi.

## Descriere
17902 Britbaker este un asteroid din centura principală de asteroizi. A fost descoperit pe 19 martie 1999 la Socorro, New Mexico, în cadrul proiectului LINEAR. Asteroidul prezintă o orbită caracterizată de o semiaxă mare de 2,32 ua, o excentricitate de 0,10 și o înclinație de 7,6° în raport cu ecliptica.